# Cees Van Espen

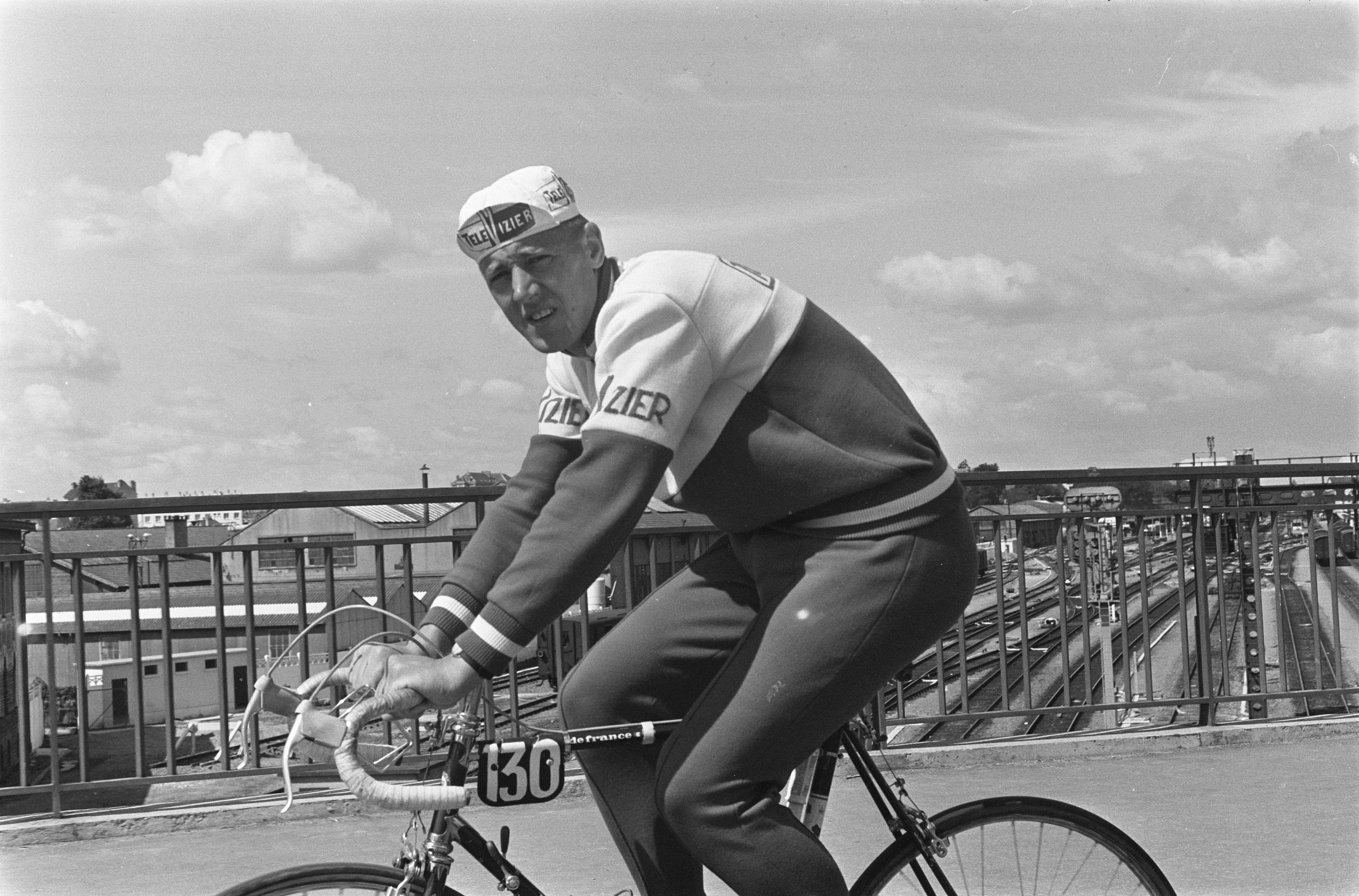
Cees van Espen (1964)

Cees Van Espen (* 28. Mai 1938 in Arnhem) ist ein ehemaliger niederländischer Radrennfahrer.

## Sportliche Laufbahn
Van Espen war im Straßenradsport aktiv. Als Amateur hatte er 1962 die Ronde van Twente gewonnen. 1962 war er Teilnehmer der Internationalen Friedensfahrt. Er belegte den 47. Platz in diesem Etappenrennen.
Van Espen war von 1964 bis 1968 Berufsfahrer, bis auf seine letzte Saison immer im niederländischen Radsportteam Televizier. Seine bedeutendsten Siege als Profi erzielte er 1963 mit dem Gesamtsieg in der Kanada-Rundfahrt (Tour de la Nouvelle-France) und mit einem Etappensieg in der Tour de France 1965. 
Die Tour de France fuhr er 1964 und 1965, schied jedoch in beiden Rundfahrten aus. 1966 hatte er mit dem Sieg im Rennen Putte–Mechelen vor Willy Derboven seinen letzten Erfolg als Profi.